# Lac Caouachigamau
Le lac Caouachigamau est plan d'eau douce tributaire de la rivière Témiscamie, coulant dans Eeyou Istchee Baie-James (municipalité), dans la région administrative du Nord-du-Québec, dans la province de Québec, au Canada.
La surface du lac Caouachigamau est habituellement gelée de la fin octobre au début mai, toutefois la circulation sécuritaire sur la glace se fait généralement de la mi-novembre à la fin d'avril.[réf. nécessaire]

## Géographie
(juillet 2018).
Si vous disposez d'ouvrages ou d'articles de référence ou si vous connaissez des sites web de qualité traitant du thème abordé ici, merci de compléter l'article en donnant les références utiles à sa vérifiabilité et en les liant à la section « Notes et références ».
Les principaux bassins versants voisins du lac Caouachigamau sont :
- côté nord : rivière Témiscamie, lac Béthoulat, rivière Témis, rivière Takwa, rivière Camie ;
- côté est : lac Sabourin, Petit lac Témiscamie, lac Dubray, lac Témiscamie ;
- côté sud : lac de Vau, lac Pointel, lac Coursay, Petit Lac de Vau, lac Témiscamie, rivière Mistassibi ;
- côté ouest : lac Coursay, rivière Témiscamie, rivière Perdue (rivière Témiscamie), rivière Takwa, anse La Galissonnière.

Le lac Caouachigamau comporte une superficie de 14,39 km2, une longueur de 12,4 km, une largeur maximale de 6,8 km et une altitude de 408 m. Ce lac situé entièrement en zone forestière et montagneuse est localisé du côté Sud-Est de la rivière Témiscamie. Ce lac comporte :
- 93 îles dont l'île Du Nord (longueur : 1,0 km) et l'île Du Sud (longueur : 1,0 km) lesquelles sont situées dans la partie nord-ouest du lac ;
- cinq paires de presqu'îles qui se font face en pairage entre la rive sud-ouest et la rive nord-est ; une autre île de 1,6 km est située dans la partie centrale du lac ;
- un sommet de montagne atteignant 530 m à 1,1 km au sud-est ;
- une décharge (venant du nord-est) de plusieurs lacs non identifiés ;
- une autre décharge (venant du nord-est) de plusieurs lacs non identifiés ;
- la décharge du lac Témiscamie ;
- la décharge du lac Coursay.

L'embouchure du lac Caouachigamau est localisée au fond d'une baie de la rive nord , soit à :
- 1,6 km au sud-est de l'embouchure de la décharge du lac Caouachigamau ;
- 19,8 km au nord-est du lac Albanel (anse La Galissonnière) ;
- 61,0 km au nord de l'embouchure de la rivière Témiscamie (confluence avec le lac Albanel) ;
- km au sud-ouest de la limite de la réserve de Mistassini ;
- 94,7 km au nord-est de l'embouchure du lac Mistassini (tête de la rivière Rupert) ;
- 144,1 km au nord du centre du village de Mistissini (municipalité de village cri)[1].

À partir de son embouchure située au nord-ouest du lac, le courant coule sur 1,8 km jusqu'à un petit lac de la rive est de la rivière Témiscamie. De là le courant emprunte le cours de cette dernière rivière sur 71,8 km, jusqu'à la rive sud-est du lac Albanel. La rivière Témiscamie se déverse au fond de la baie de la Témiscamie située au milieu de la rive sud-est du lac Albanel ; cette baie est bordée à l'ouest par la presqu'île de Chébamonkoue.
À partir de l'embouchure de la rivière Témiscamie, le courant coule vers le nord en traversant le lac Albanel, puis traverse la passe entre la péninsule Du Dauphin (côté Nord-Est) et la péninsule du Fort-Dorval (côté Sud-Ouest), jusqu'à la rive est du lac Mistassini. De là, le courant traverse vers l'ouest le lac Mistassini sur 47,6 km, jusqu'à son embouchure. Finalement, le courant emprunte le cours de la rivière Rupert (via la baie Radisson), jusqu'à la baie de Rupert.

## Toponymie
Le toponyme "lac Caouachigamau" a été officialisé le 5 décembre 1968 par la Commission de toponymie du Québec.